# Didymocarpus cordatus
Didymocarpus cordatus är en tvåhjärtbladig växtart som beskrevs av A. Dc.. Didymocarpus cordatus ingår i släktet Didymocarpus och familjen Gesneriaceae.

## Underarter
Arten delas in i följande underarter:
- D. c. cordatus
- D. c. debilis
- D. c. ophirensis